# 1908년 하계 올림픽 사격 남자 고정 타겟 소구경 소총
1908년 하계 올림픽 사격 남자 고정 타겟 소구경 소총은 영국 런던에서 진행된 1908년 하계 올림픽 사격의 세부 종목이다. 7월 11일에 경기가 진행되었고, 5개국에서 선수 19명이 참가하였다.

## 경기장
| 도시   | 경기장        | 원어명             | 비고 |
| ------ | ------------- | ------------------ | ---- |
| 비즐리 | 비즐리 사격장 | Bisley rifle range |      |

## 경기 결과
| 순위 | 선수                            | 점수 | 점수  | 점수 |
| 순위 | 선수                            | 50yd | 100yd | 총점 |
| ---- | ------------------------------- | ---- | ----- | ---- |
| 1    | 아서 커널 (GBR)                 | 192  | 195   | 387  |
| 2    | 해럴드 험비 (GBR)               | 197  | 189   | 386  |
| 3    | 조지 번스 (GBR)                 | 189  | 196   | 385  |
| 4    | 모리스 매튜스 (GBR)             | 195  | 189   | 384  |
| 5    | 에드워드 아무어 (GBR)           | 194  | 189   | 383  |
| 6    | 윌리엄 핌 (GBR)                 | 192  | 187   | 379  |
| 7    | 알버트 테일러 (GBR)             | 189  | 187   | 376  |
| 8    | 해럴드 호킨스 (GBR)             | 185  | 189   | 374  |
| 9    | 잭 워너 (GBR)                   | 191  | 182   | 373  |
| 10   | 빌헬름 카를베리 (SWE)           | 184  | 186   | 370  |
| 10   | 아서 와일드 (GBR)               | 194  | 176   | 370  |
| 12   | 제임스 밀른 (GBR)               | 182  | 186   | 368  |
| 13   | 앙드레 메르시에 (FRA)           | 178  | 188   | 366  |
| 14   | 윌리엄 밀른 (GBR)               | 183  | 180   | 363  |
| 15   | 게오르기오스 오르파니디스 (GRE) | 180  | 177   | 357  |
| 16   | 윌리엄 힐 (ANZ)                 | 183  | 171   | 354  |
| 17   | 레옹 테타르 (FRA)               | 176  | 174   | 350  |
| 18   | 요한 위브네르 본 홀스트 (SWE)   | 172  | 177   | 349  |
| 19   | 앙리 보네포 (FRA)               | 147  | 157   | 304  |
| 실격 | 필립 플레터 (GBR)               | 195  | 196   | 391  |

## 메달리스트
| 금               | 은                 | 동               |
| 아서 커널 · 영국 | 해럴드 험비 · 영국 | 조지 번스 · 영국 |

## 참고 자료
- (영어) 국제 올림픽 위원회 메달리스트 데이터베이스
- (영어) “Shooting at the 1908 London Summer Games: Men's Small-Bore Rifle, Prone, 50 and 100 yards”. sports-reference.com. 2012년 11월 12일에 원본 문서에서 보존된 문서. 2011년 8월 18일에 확인함.
- (영어) De Wael, Herman. “Herman's Full Olympians: "Shooting 1908".”. 2011년 6월 4일에 원본 문서에서 보존된 문서. 2011년 8월 18일에 확인함.
- Cook, Theodore Andrea (1908). 《The Fourth Olympiad, Being the Official Report》. London: British Olympic Association.